# Эль-Уэку
Эль-Уэку (исп. El Huecú) — административный центр департамента Ньоркин на западе провинции Неукен в аргентинской Патагонии.

## Название
Название общины происходит от арауканского языка, слово Уэку (исп. Huecú) значит джинн.

## История
Эль-Уэку был основан в 1 февраля 1933 года. Бывший город Чоркин изначально был столицей департамента с населением более тысячи жителей. Первые муниципальные выборы состоялись в 1886 году . Население постепенно переезжало в Эль-Уэку из-за того, что предыдущая столица находилась в частной собственности. 